# Shin'ya Suzuki
Shin'ya Suzuki (鈴木信也?, Suzuki Shin'ya; Hiratsuka, 11 giugno 1975) è un fumettista giapponese.
Nasce nella prefettura di Kanagawa, a Tokyo, l'11 giugno. Debutta nel 1997 con Tetsujo, sul numero invernale di Akamaru Jump. A partire dal 2001 è serializzato sul Weekly Shōnen Jump con il manga Mr. Fullswing, il suo più rappresentativo lavoro, conclusosi nel 2006.

## Lavori
- Mr. Fullswing
- Bari Haken (バリハケン?)

| Controllo di autorità | VIAF (EN) 253022276 · Europeana agent/base/112965 · NDL (EN, JA) 00860796 |